# Советская площадь (Нижний Новгород)
Советская площадь — площадь в Нижнем Новгороде, расположенная в Советском районе и неофициально являющаяся в нём главной.

## Характеристика

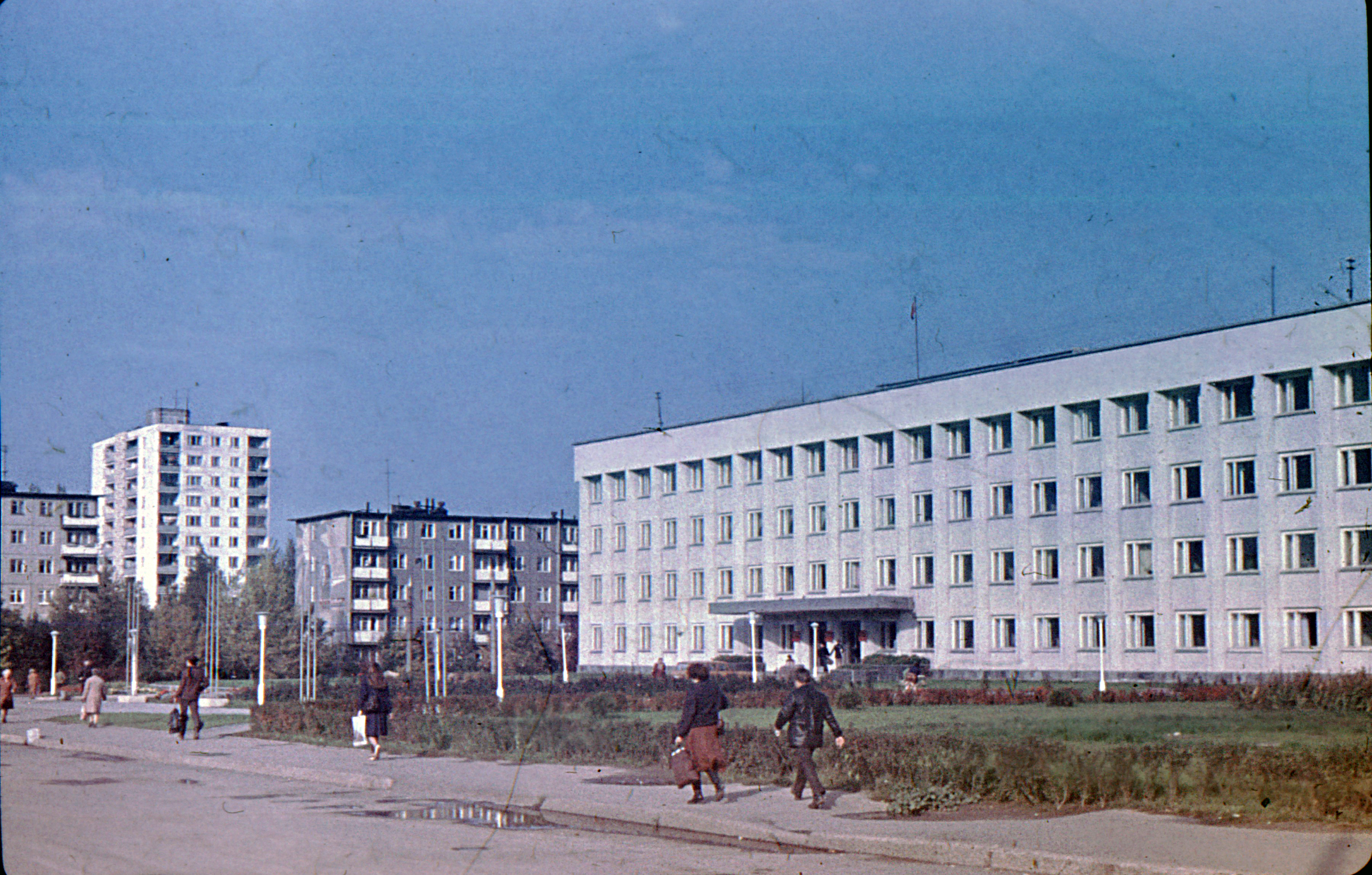
Советская площадь во времена СССР. Справа — здание администрации Советского района

Была образована в 1970—1980 годы при строительстве микрорайона Кузнечиха и ранее упоминалась в разговорной речи как «Стройплощадка». Является местом пересечения улиц Бекетова, Адмирала Васюнина, Богородского и Ванеева, важных магистралей района и Нагорной части города. Площадь — 25 602,63 м².
На площади и возле неё расположены такие объекты, как здание районной администрации, торговый центр «Нагорный», торгово-развлекательный центр «Жар-Птица», а также более мелкие магазины. В советское время на площади были открыты здание организаций службы бытового обслуживания «Универбыт» с парикмахерской и ателье (в настоящее время офисное здание), здание службы связи (ныне «Ростелеком»).
В примыкающих к Советской площади домах соседних улиц — поликлиника № 30, на первых этажах многоквартирных жилых домов были открыты магазины «Хозтовары», «Турист» (в 90-е годы закрыт, на его месте теперь офисы банков и другие магазины). В овраге рядом с площадью работал открытый рынок «Советский» (на его месте теперь автомобильная парковка ТЦ «Жар-Птица»).
На пешеходной части площади расположены флаги и стенды «Наши герои» и «Твои люди, район» с доской почёта, а также детская и спортивная площадки. Во время праздников, в частности в День города, является главным местом проведения концертов на районе. Со всех сторон окружена жилыми домами советской застройки микрорайона Нагорный и частного сектора.

## Транспорт
Остановка «Советская площадь»:
- Автобусы: 16, 41, 62, 72, 92, 47-А
- Маршрутки: т18, т31, т34, т70, т82, т88, т91
- Троллейбусы: 9, 13, 17

Остановка «Администрация Советского района»:
- Автобусы: 26, 37, 41
- Маршрутки: т81, т94[7]

## Перспективы

Перспективы Нижегородского метро

По некоторым данным, планируется запустить метрополитен к площади со строительством третьей, Нагорной линии. Однако, есть второй вариант с развитием ветки вниз по проспекту Гагарина.
Также существуют проекты по благоустройству данной площади.